# Dendrobates leucomelas
Dendrobates leucomelas é uma espécie de anfíbio, venenosa, que pode ser encontrada a norte da América do Sul. Estes anfíbios preferem condições de muita umidade, como rochas e árvores. É uma das espécies mais populares como animais de estimação. São facilmente obtidas e fáceis de manter.